# Фам Ле Тхао Нгуен
Фам Ле Тхао Нгуен (вьет. Phạm Lê Thảo Nguyên; род. 7 декабря 1987) — вьетнамская шахматистка, гроссмейстер среди женщин (2011), международный мастер среди мужчин (2013).
Четырехкратная чемпионка Вьетнама (2008, 2012, 2019 и 2021 гг.).

## Биография
В 2005 году победила на юношеском чемпионате стран АСЕАН среди девушек в возрастной группе U18. В 2010 году победила на женском чемпионате Вьетнама по шахматам. В 2011 году в Мешхеде была второй на индивидуальном женском чемпионате Азии по шахматам за победительницей Харикой Дронавалли. В 2016 году победила на зональном турнире стран Восточной Азии и квалифицировалась на женский чемпионат мира по шахматам 2017 года.
В 2017 году в Тегеране дебютировала на чемпионат мира по шахматам среди женщин, где в первом туре победила Лейлу Джавахишвили, во втором туре победила Александру Горячкину, а в третьем туре проиграла Анне Музычук.
Представляла Вьетнам на пяти шахматных олимпиадах (2008—2016), где завоевала индивидуальную бронзовую медаль (2010), и на трех командных чемпионатах мира по шахматам (2007—2011). В командных чемпионатах Азии по шахматам участвовала три раза (2009—2012, 2016). В командном зачете завоевала золотую (2007) и бронзовую (2012) медали. В индивидуальном зачете завоевала серебряную (2007) медаль. В женском командном турнире по шахматам Азиатских игр участвовала в 2010 году и в командном зачете завоевала бронзовую медаль. В женском командном турнире по шахматам Азиатских игр в помещениях участвовала в 2009 году и в командном зачете завоевала серебряную медаль.
Замужем за вьетнамским шахматным гроссмейстером Нгуен Нгок Чыонг Шон.